# Rathebur
Rathebur ist seit dem 7. Juni 2009 ein Ortsteil der Gemeinde Ducherow im Landkreis Vorpommern-Greifswald in Mecklenburg-Vorpommern, Deutschland.

## Geografie und Verkehr
Rathebur liegt an der Bundesstraße 109. Anklam liegt etwa 21 Kilometer nordwestlich und Ueckermünde etwa 18 Kilometer östlich der Ortschaft. Die Bahnstrecke Angermünde–Stralsund kreuzt die Gemarkung. Der Ort befindet sich am Westrand der Ueckermünder Heide.
Ortsteile der ehemaligen Gemeinde Rathebur waren Marienthal und Rathebur.

## Geschichte
Rathebur wurde erstmals im Jahr 1271 als „Ratebur“ urkundlich erwähnt. Der slawische Name bedeutet wohl „Der Kampfes-frohe“. Der frühdeutsche (ab 1230) Turmhügel auf dem nahegelegenen „Hausberg“ war die Grundlage für das spätere Gut. Im August 1657 wurde das sich entwickelnde Dorf samt Kirche und Pfarrgebäuden von einer polnischen Soldateska eingeäschert. Später wurde es neu aufgebaut.
Bereits zu Beginn des 15. Jahrhunderts, beginnend mit der Belehnung des Claus von Köppern durch Herzog Swantibor I. (III.), war Gut Rathebur eines der Hauptsitze der pommerschen Adelsfamilie von Koeppern, auch von Köppern genannt. Innerhalb der Familie wechselte das Gut mehrfach den Besitz, zunächst bei Philipp Gustav von Köppern, dann sein Sohn Hauptmann Hans Dietrich Ludwig und ab 1750 dessen jüngerer Bruder Curt Gustav von Köppern. Zu Zeiten des Kavallerie-Offiziers Adolf Friedrich Ludwig von Köppern gehörte auch das mit königlichen Gnadengeldern 1776 erbaute Vorwerk Marienthal zu Rathebur. Im Jahre 1817 lebten 140 Einwohner im Ort.
1569 übernahm der Großhofmeister von Pommern Ulrich von Schwerin die Anwartschaft mehrerer Rittergüter in der Region, die vormals die alte Familie von Lindstedt-Altwigshagen besaß. Dazu gehörte formell, vermutlich durch alte Erbansprüche über die vormalige Einheiratung der Dorothee von Lindstedt mit Melchior von Köppern-Schmuggerow (1577–1644), auch Rathebur. Die Familie von Köppern blieb wohl aber nach den genealogischen Angaben des Gothaischen Hofkalenders im Besitz. Mindestens bis 1843 konnten die von Köppern Gut Rathebur nach Angaben von Julius Theodor Bagmihl und seinem Pommerschen Wappenbuch halten, andere Familienmitglieder gingen unbegütert in dänische Militär-Dienste. Schon in den Familien-Generationen zuvor wurde dies zur Tradition, ebenso bei Regimentern in Bayern und Braunschweig.
1854 war Gut Rathebur mit Marienthal bereits in bürgerlicher Hand, der Eigentümer war Hr. Stein. Um 1865 hatte die Dorfgemeinde eine Mutterkirche, mehrere Pfarrgebäude, 17 Wohnhäuser, 30 Haushaltungen, 20 Wirtschaftsgebäude, eine Schmiede, einen Gasthof und insgesamt 177 Einwohner.
Das vorhandene Gut dominierte um 1880 weiter den Ort. 1914 war Günther Brandt der Eigentümer. Die Gutsgröße wurde mit 200 ha angegeben. 1921 war Heinz Heiden der Gutsherr auf Rathebur. Der Gemeinde gehörte zeitgleich ein 67 ha Gut auf der eigenen Gemarkung. Nach dem 1939 letztmals amtlich publizierten Pommerschen Güter-Adressbuch war Marie Brügge die Gutsherrin, Verwalter Heinz Brügge. Davon ist aber nur das unscheinbare Gutshaus und ein Wirtschaftsgebäude (Stallspeicher) übrig geblieben. Letzteres ist aber ein interessanter Bau, eine Kombination von Feldstein-, Backstein- und Fachwerkbau. Im Ort gab es vor der Bodenreform acht weitere Erbhöfe mit der durchschnittlichen Größe um die 30 ha.
Zeitgleich mit den Kommunalwahlen am 7. Juni 2009 wurden die bis dahin eigenständigen Gemeinden Rathebur und Löwitz nach Ducherow eingemeindet.

## Sehenswürdigkeiten
- Turmhügel „Hausberg“ Rathebur

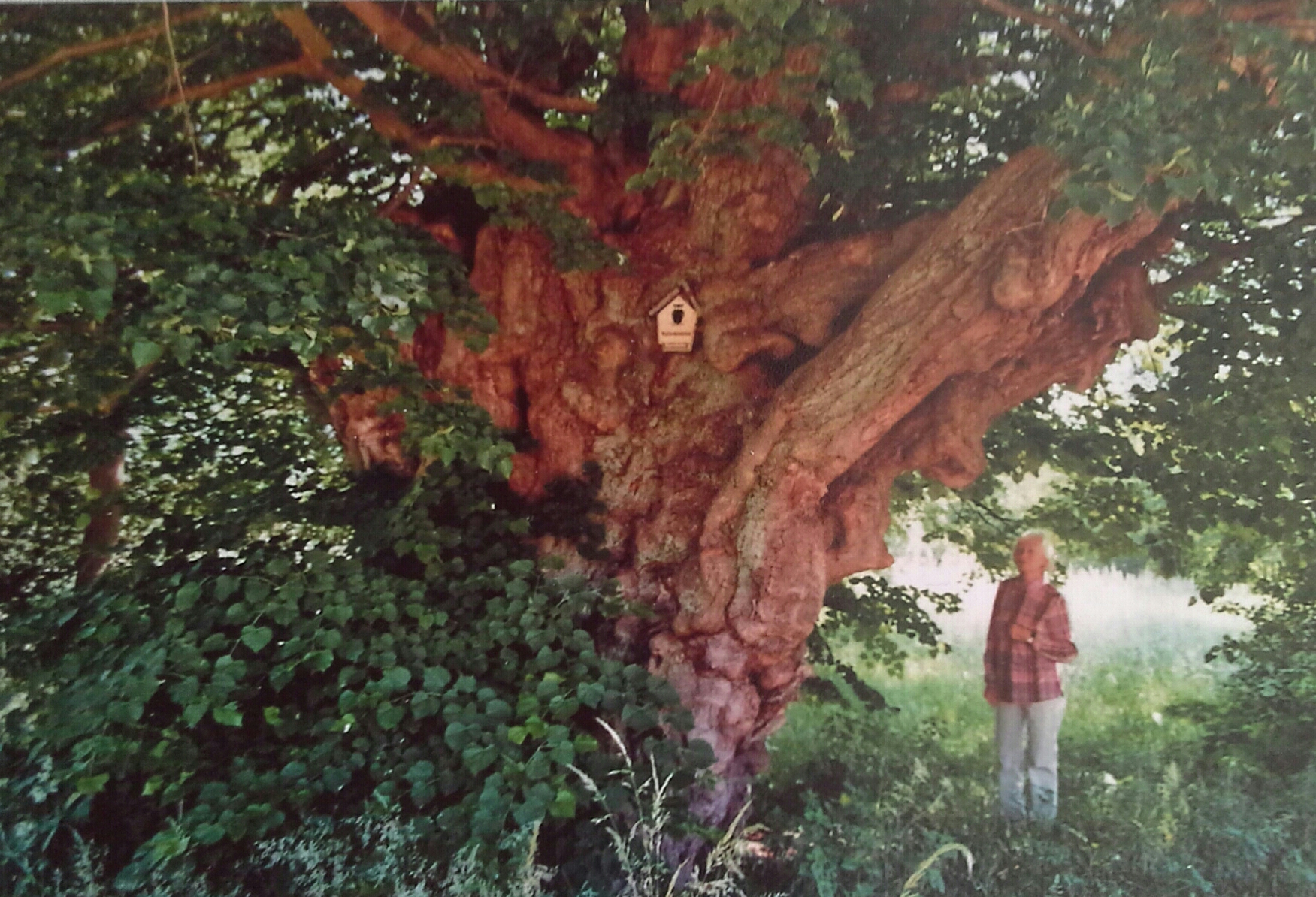
Friedhofslinde Rathebur

- Friedhofslinde RatheburFriedhofslinde, ca. 500 Jahre alt, Umfang 8 m

## Persönlichkeiten
- Elfi Zinn (* 24. August 1953), Leichtathletin